# Hemizygia
Hemizygia és un gènere d'angiospermes, amb 50 espècies, que pertany a la família de les lamiàcies.

## Taxonomia
| - Hemizygia albiflora - Hemizygia bolusii - Hemizygia bracteosa - Hemizygia canescens - Hemizygia chevalieri - Hemizygia cinerea - Hemizygia comosa - Hemizygia cooperi - Hemizygia dinteri - Hemizygia elliottii - Hemizygia fischeri - Hemizygia floccosa - Hemizygia foliosa - Hemizygia galpiniana - Hemizygia gerrardi - Hemizygia hoepfneri - Hemizygia humilis - Hemizygia incana - Hemizygia junodi - Hemizygia labellifolia - Hemizygia latidens - Hemizygia laurentii - Hemizygia linearis - Hemizygia macrophylla - Hemizygia madagascariensis | - Hemizygia modesta - Hemizygia mossiana - Hemizygia nigritiana - Hemizygia obermeyerae - Hemizygia ocimoides - Hemizygia oritrephes - Hemizygia ornata - Hemizygia parvifolia - Hemizygia persimilis - Hemizygia petiolata - Hemizygia petrensis - Hemizygia pretoriae - Hemizygia punctata - Hemizygia ramosa - Hemizygia rehmannii - Hemizygia rugosifolia - Hemizygia serrata - Hemizygia stalmansii - Hemizygia stenophylla - Hemizygia subvelutina - Hemizygia teucriifolia - Hemizygia thorncroftii - Hemizygia transvaalensis - Hemizygia tuberosa - Hemizygia welwitschii |